# Schloss Rausdorf

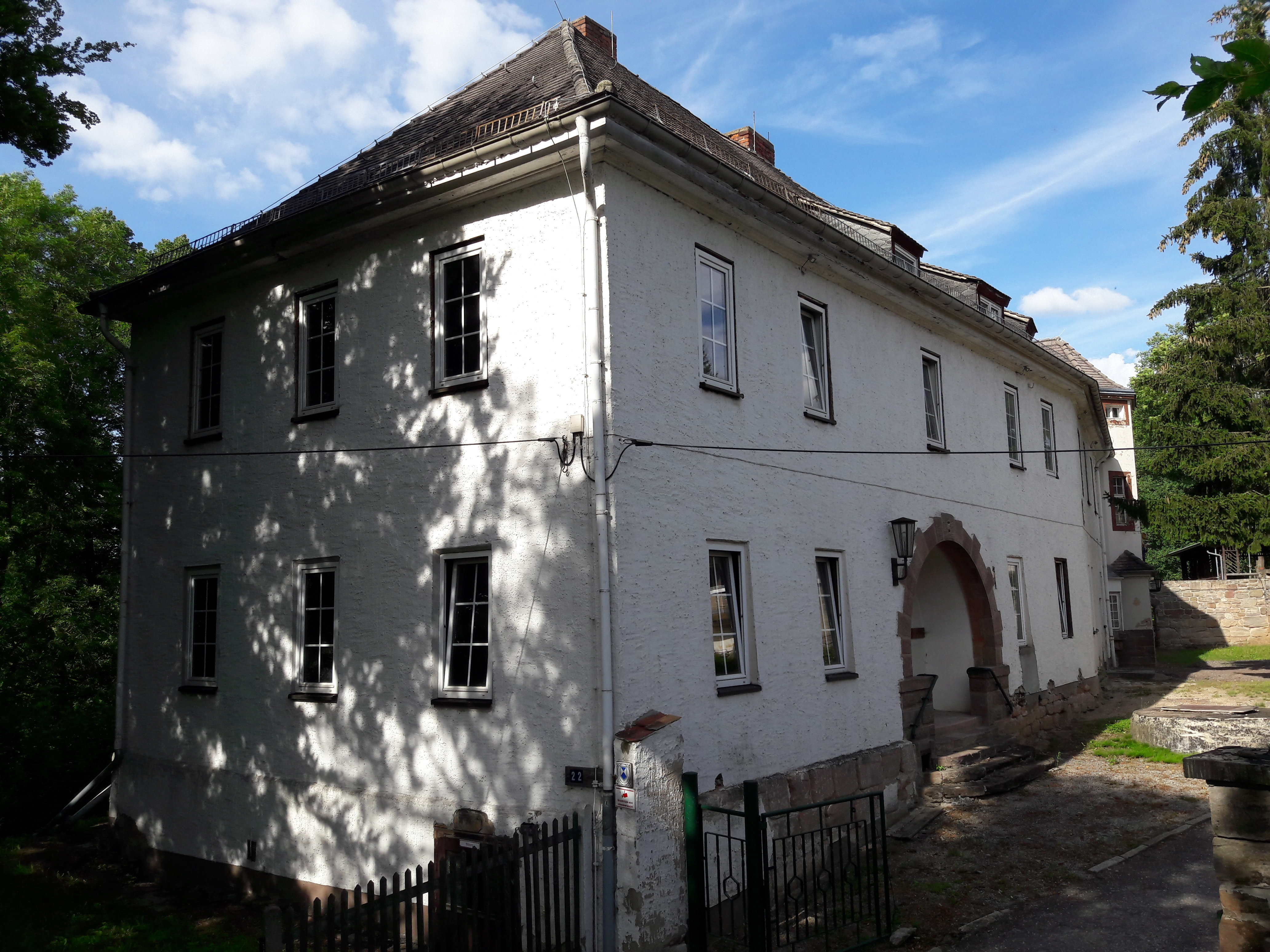
Schloss Rausdorf

Das Schloss Rausdorf steht in der Gemeinde Rausdorf im Saale-Holzland-Kreis in Thüringen.

## Geschichte
Das Schloss entwickelte sich aus dem bereits 1378 urkundlich nachgewiesenen Vorwerks Großbockedra, das im Laufe der Zeit von mehreren Besitzern bewirtschaftet wurde. Vor dem Zweiten Weltkrieg gehörte es der Familie Morgenstern. Sie nutzte es schon wirtschaftlich als Objekt der Erholung und Sommeraufenthalte für Gäste aus nah und fern.

## Ab 1940
Die Familie Morgenstern verkaufte 1940 das Anwesen dem Land Berlin. Nach 1945 wurde es durch die DDR in die Verwaltung dem Rat des Kreises Stadtroda übergeben. Es wurde erst als Waisenhaus und später als ein Spezial-Kinderheim genutzt.

## Nach der Deutschen Einheit 1990
Bis 1997 wurde das Schloss als Kinderheim weiter genutzt. Da es sich auch noch in Besitz des Landes Berlin befand, konnte das Anwesen eine lange Zeit nicht verkauft werden. Unrealistische Preise waren das Hindernis eines realen Verkaufs, der nunmehr wohl stattgefunden hat, denn man wünscht Gästen „Herzlich Willkommen“ auf Schloss Rausdorf.
Die neuen Eigentümer haben auf dem Gelände von Schloss Rausdorf 2015 die Seniorenwohngemeinschaft Haus Sorgenfrei (im einstigen Schulgebäude), 2016 den Pflegedienst Sorgenfrei und 2017 die Tagespflege Sorgenfrei (im einstigen Turnhallengebäude) eingerichtet.